# 若國一男
若國 一男（わかくに かずお、1927年〈昭和2年〉2月23日 - 1989年〈昭和64年〉1月7日）は、伊勢ヶ濱部屋、荒磯部屋に所属した元力士。本名は佐藤 一男（さとう かずお）。現在の東京都昭島市出身。身長169cm、体重83kg。最高位は西十両11枚目。得意技は右四つ、寄り。

## 経歴
1942年（昭和17年）1月場所に初土俵。1950年（昭和25年）9月場所に若國の四股名で十両昇進。4場所務めたのち幕下に陥落。1954年1月場所に國若の四股名で十両に復帰し4場所務めた。1955年1月場所に再び幕下に陥落すると、一度も勝ち越せずに番付を下げていき、1956年（昭和31年）1月場所に28歳で廃業した。1989年（昭和64年）1月7日に61歳で逝去した。奇しくも、昭和最後の日であった。

## 主な成績
- 通算成績：186勝204敗 勝率.477
- 十両成績：54勝66敗 勝率.450
- 現役在位：39場所
- 十両在位：8場所

### 場所別成績
| 1942年 （昭和17年） | （前相撲）              | x                | （前相撲）            | x                  |
| 1943年 （昭和18年） | 西序ノ口28枚目 4–4      | x                | 西序二段75枚目 5–3    | x                  |
| 1944年 （昭和19年） | 東序二段28枚目 3–5      | x                | 西序二段30枚目 4–1    | 東三段目39枚目 3–2 |
| 1945年 （昭和20年） | x                       | x                | 西三段目9枚目 2–3     | 東三段目6枚目 3–2  |
| 1946年 （昭和21年） | x                       | x                | 国技館修理 のため中止 | 東幕下20枚目 3–4   |
| 1947年 （昭和22年） | x                       | x                | 東幕下29枚目 3–2      | 西幕下18枚目 2–4   |
| 1948年 （昭和23年） | x                       | x                | 東幕下23枚目 3–3      | 東幕下22枚目 3–3   |
| 1949年 （昭和24年） | 東幕下21枚目 6–6        | x                | 西幕下18枚目 10–5     | 西幕下5枚目 5–10   |
| 1950年 （昭和25年） | 西幕下13枚目 8–7        | x                | 西幕下8枚目 11–4      | 西十両12枚目 7–8   |
| 1951年 （昭和26年） | 西十両13枚目 8–7        | x                | 西十両11枚目 5–10     | 西十両16枚目 6–9   |
| 1952年 （昭和27年） | 東幕下3枚目 8–7         | x                | 東幕下2枚目 6–9       | 西幕下5枚目 6–9    |
| 1953年 （昭和28年） | 東幕下8枚目 7–8         | 東幕下9枚目 5–3  | 西幕下6枚目 6–2       | 西幕下2枚目 6–2    |
| 1954年 （昭和29年） | 西十両18枚目 7–8        | 東十両19枚目 8–7 | 西十両18枚目 6–9      | 西十両22枚目 7–8   |
| 1955年 （昭和30年） | 東幕下筆頭 2–6          | 西幕下8枚目 2–6  | 東幕下14枚目 3–5      | 西幕下16枚目 1–7   |
| 1956年 （昭和31年） | 東幕下30枚目 引退 2–6–0 | x                | x                     | x                  |
| 各欄の数字は、「勝ち-負け-休場」を示す。 優勝 引退 休場 十両 幕下 三賞：敢=敢闘賞、殊=殊勲賞、技=技能賞 その他：★=金星 番付階級：幕内 - 十両 - 幕下 - 三段目 - 序二段 - 序ノ口 幕内序列：横綱 - 大関 - 関脇 - 小結 - 前頭（「#数字」は各位内の序列） |                         |                  |                       |                    |

## 改名歴
- 佐藤 一男（さとう かずお）1942年1月場所 - 1942年5月場所
- 若國 一男（わかくに かずお）1943年1月場所 - 1951年9月場所
- 國若 一男（くにわか かずお）1952年1月場所 - 1954年9月場所
- 司山 一男（つかさやま かずお）1955年1月場所 - 1955年3月場所
- 國若 一男（くにわか かずお）1955年5月場所 - 1956年1月場所